# Kankoppa, Kushtagi
Kankoppa là một làng thuộc tehsil Kushtagi, huyện Koppal, bang Karnataka, Ấn Độ.